# Frédéric Henri Le Normand de Lourmel
Pour les articles homonymes, voir Lourmel.
Frédéric Henry Le Normand de Lourmel (né le 12 juillet 1811 à Pontivy et tué le 7 novembre 1854 à la bataille d'Inkerman en Crimée), était un général de brigade français.

## Biographie
Fils de l’officier de carrière Louis François Le Normand de Lourmel et de Jeanne Minet de la Villepaye (héritière
du manoir du Vauclair en Pléneuf), Frédéric Henry Le Normand de Lourmel est issu d'une famille noble bretonne. Il est né au no 6, rue Neuve à « Napoléonville », nom que portait alors Pontivy dans le Morbihan. La famille connaît plusieurs variantes de son patronyme : Lenormant ou Le Normant, Lenormand ou Le Normand, les dossiers conservés à l'Ordre de la Légion d'honneur portent tantôt l'un tantôt l'autre[réf. souhaitée].
Très tôt, son père disparaît. Le jeune Frédéric vit alors son enfance dans un entourage exclusivement féminin entre sa mère et ses deux sœurs. Après des études secondaires au Collège Royal de Napoléonville, il entre à l'école militaire de Saint-Cyr le 15 novembre 1828 et en sort sous-lieutenant le 1er octobre 1830. À partir d'octobre 1840, il participe à la conquête de l'Algérie par la France. Il y reste une dizaine d'années pendant lesquelles il se distingue par sa bravoure en de nombreuses expéditions. Promu capitaine le 10 juillet 1838, capitaine adjudant-major le 16 septembre 1840, il devient chef de bataillon au 64e régiment d’infanterie de ligne, chef de bataillon du 8e chasseurs à pied le 27 octobre 1845, lieutenant-colonel du 8e de ligne le 8 novembre 1847, colonel du 51e de ligne le 25 novembre 1849. Il s’illustre au combat et reçoit treize citations à l'ordre de l'Armée. Il est reconnu pour les charges qu’il mène, baïonnette au fusil et sabre en main, vers l’ennemi, notamment à la bataille de Zaatcha (Algérie) et lors de la campagne de Kabylie, en 1850. La même année, il épouse Jeanne des Roches de Chassey. Ce mariage restera sans descendance et la comtesse de Lourmel (1823-1870), une fois veuve, deviendra dame d'honneur de l’impératrice Eugénie. Le 17 février 1852, sur proposition du ministre de la guerre, il est nommé aide de camp du Prince Président de la République Napoléon III et reçoit le grade de général de brigade le 10 mai suivant.
Conseiller du canton de Pontivy à partir de 1852, il est élu président du Conseil général du Morbihan le 23 août 1852, est réélu en 1853 et 1854.
Sur sa demande, il quitte l'Empereur et est nommé, le 25 février 1854, commandant de la 1re brigade d'infanterie de la 4e division de l'Armée d'Orient qui prend part à la guerre de Crimée. Lors de la bataille d’Inkerman (Crimée), il repousse avec la 4e division, une tentative de sortie des troupes russes assiégées dans Sébastopol et est mortellement blessé par une balle qui lui traverse la poitrine. Il reçoit une inhumation de prestige qui reproduit la tradition capétienne de la bipartition du corps[Quoi ?] (Mos Teutonicus) : sa dépouille est ramenée et inhumée dans le cimetière de Pléneuf le 20 décembre 1854, tandis que sa veuve fait transférer son cœur dans l'église Notre-Dame-de-la-Joie de Pontivy le 6 juillet 1861.

## Hommages et distinctions
- Chevalier de la Légion d’honneur en 1843, il est fait commandeur le 12 décembre 1851[10].
- Par décret de l'Empereur Napoléon III du 15 janvier 1856[11], le village algérien actuel d'El Amria prend le nom officiel de « Lourmel » lors de sa fondation en 1856.
- Plusieurs rues dans diverses villes de France, ainsi qu'une station de métro de Paris portent le nom de Lourmel, nom de convenance pour Le Normand de Lourmel.
- Né à Pontivy, le général y est particulièrement honoré. Dès 1854, le maire de la commune, Pierre Jouanno, propose que la rue Neuve, au no 6 où est située la maison natale du général, soit renommée rue de Lourmel[12]. Dans l'église Notre-Dame-de-la-Joie de Pontivy, une plaque de marbre, à droite du maître-autel, marque l'emplacement où repose le cœur du général de Lourmel[13]. La statue du général, réalisée par le sculpteur Joseph de Nogent, située place Aristide-Briand (place couramment appelée "La Plaine") est élevée en 1861[14]. Elle est démontée le 6 mai 1942 et fondue, dans le cadre de la mobilisation des métaux non ferreux[Note 3]. Une nouvelle statue provenant du village algérien de Lourmel, réalisée par le sculpteur Ernest Diosi, est installée square Langlais en 1963[15] puis sur la Plaine en 1994[16]. Cette sculpture fait partie de la  liste des œuvres d'art dans l'espace public du Morbihan.

## Publications
- Mise en valeur des landes en Bretagne par le défrichement et l'ensemencement en bois, impr. de Guiraudet et Jouaust, 1853, 39 p. (lire en ligne)